# Лонткасъёган
Лонткасъёган (устар. Лонкас-Ёган) — река в России, протекает по Нижневартовскому району Ханты-Мансийского АО. Устье реки находится в 23 км от устья реки Мёгтыгъёган по левому берегу. Длина реки составляет 93 км, площадь водосборного бассейна — 788 км².

## Притоки
(указано расстояние от устья)
- 16 км: река Боровая (лв)
- 24 км: река Большая Боровая (лв)
- 43 км: река Мутная (пр)
- 59 км: река Вилянга (лв)

## Данные водного реестра
По данным государственного водного реестра России относится к Верхнеобскому бассейновому округу, водохозяйственный участок реки — Вах, речной подбассейн реки — бассейн притоков (Верхней) Оби от Васюгана до Ваха. Речной бассейн реки — (Верхняя) Обь до впадения Иртыша.